# Seznam slovenskih tehno glasbenikov
Seznam slovenskih tehno glasbenikov.

## B
- DJ Bizzy

## D
- DJ Dojaja
- Damir Hoffman

- Dave Haze
- DJ Baromat
- DVID

## G
- DJ Gray

## M
- Mark Ankh

## P
- DJ Psiho

## R
- Reaky

## T
- Timequake

## U
- DJ Umek

## V
- Valentino Kanzyani
- Veztax